# والتر إيوينغ
والتر إيوينغ هو لاعب رماية كندي، ولد في 11 فبراير 1878 في مونتريال في كندا، وتوفي بنفس المكان في 25 يونيو 1945.

## وصلات خارجية
- والتر إيوينغ على موقع الاتحاد الدولي (الإنجليزية)
- والتر إيوينغ على موقع اللجنة الأولمبية الدولية (الإنجليزية)
- والتر إيوينغ على موقع أوليمبيديا (الإنجليزية)
- والتر إيوينغ على موقع اللجنة الأولمبية الكندية (الإنجليزية)
- والتر إيوينغ على موقع قاعة كندا للمشاهير الرياضية (الإنجليزية)
- والتر إيوينغ على موقع قاعة كيبيك للمشاهير الرياضية (الفرنسية)